# Lusaka Dynamos Football Club
Le Lusaka Dynamos Football Club est un club de football zambien basé à Lusaka.

## Histoire
Le club participe à de nombreuses reprises au championnat de première division.